# Krasiński

Das Adelswappen der Familie von Krasiński, Wappengemeinschaft Ślepowron

Krasiński ist der Name eines bedeutenden polnischen Adelsgeschlechts, die weibliche Form des Namens lautet Krasińska. Das Geschlecht gehörte zu den Magnaten der Szlachta.
Bedeutende Träger dieses Namens waren:
- Adam Stanisław Krasiński (1714–1800), Bischof, Präsident des Krontribunals, Gründer der Konföderation von Bar
- Wincenty Krasiński (1782–1858), polnischer Adliger, Politiker und Heeresführer, Vater von Zygmunt Krasiński
- Zygmunt Krasiński (1812–1859), polnischer Dichter und Dramatiker, Sohn von Wincenty Krasiński

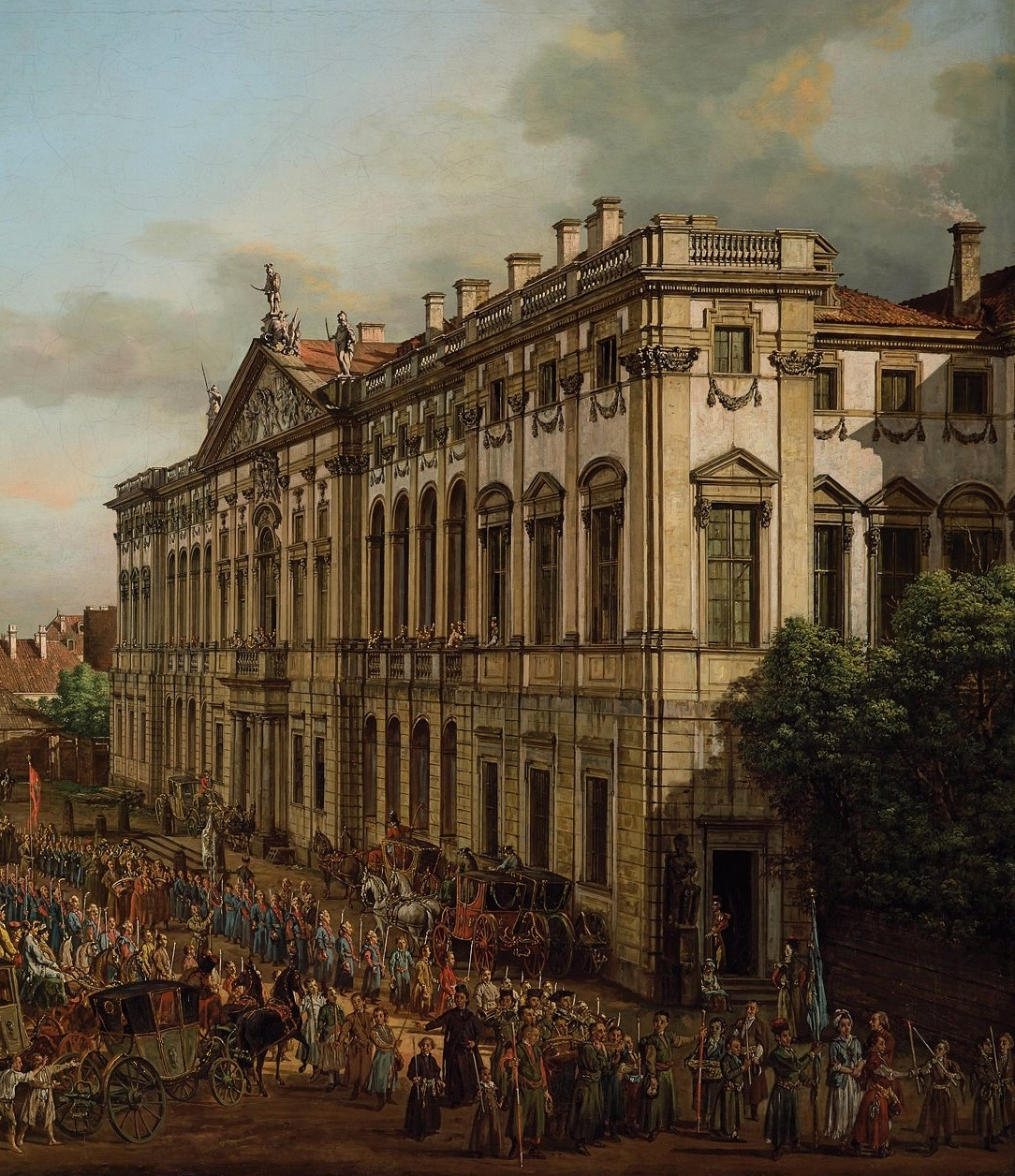
Krasiński-Palast in Warschau
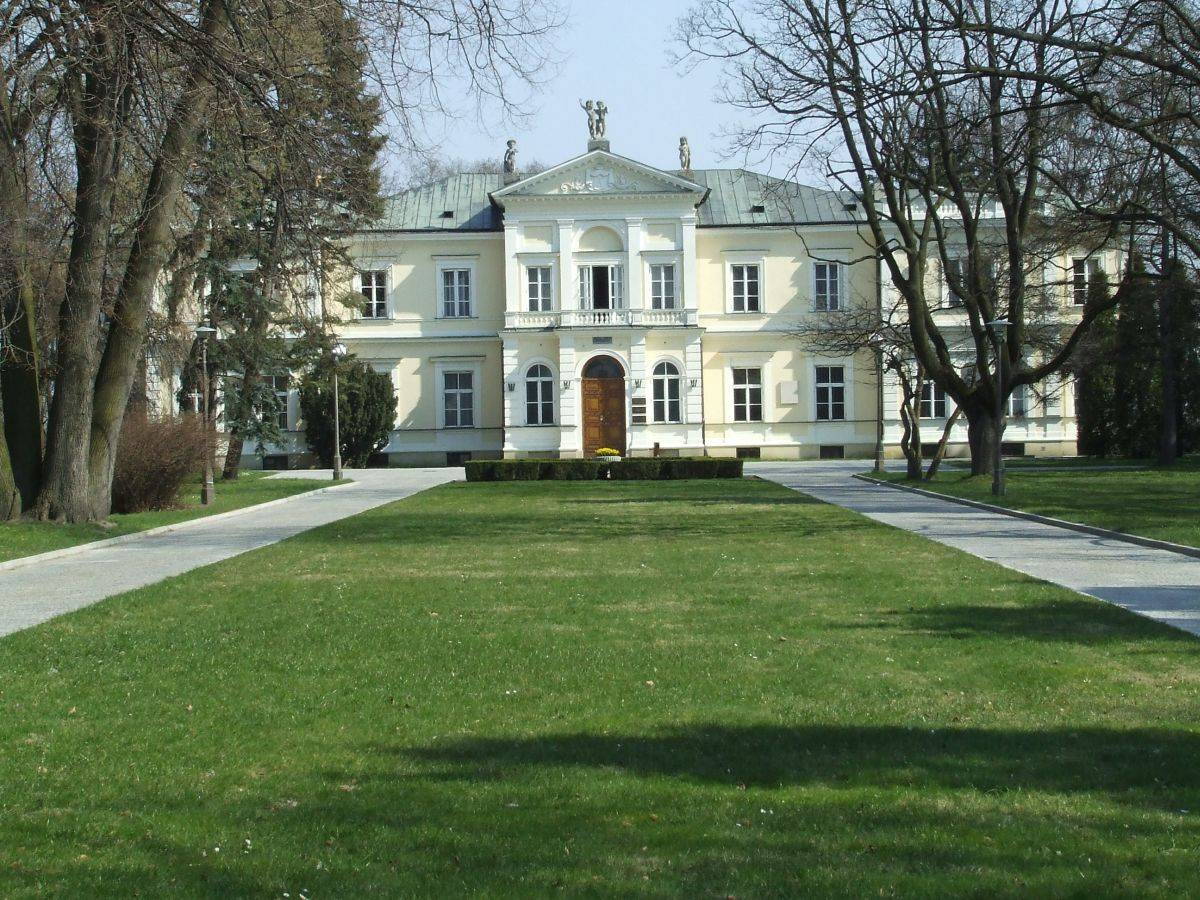
Krasiński-Palais in Warschau-Ursynów